# Cimetière militaire allemand de Mont-de-Marsan
Le cimetière militaire allemand de Mont-de-Marsan (en allemand : Deutscher Soldatenfriedhof Mont-de-Marsan) est une nécropole militaire de la Première Guerre mondiale. Il se situe sur la commune de Mont-de-Marsan, chef-lieu du département français des Landes.

## Présentation
Le cimetière militaire allemand de Mont-de-Marsan, situé dans le quartier de Nonères au sud de l'hippodrome des Grands Pins, est un témoin de la Grande guerre, bien que les combats aient eu lieu à un millier de kilomètres de là. 258 soldats allemands, tous morts en captivité, y sont inhumés. Son entretien paysager et le nettoyage des tombes sont assurés chaque été par l'association allemande Volksbund Deutsche Kriegsgräberfürsorge (ou Service pour l'entretien des sépultures militaires allemandes (SESMA)).

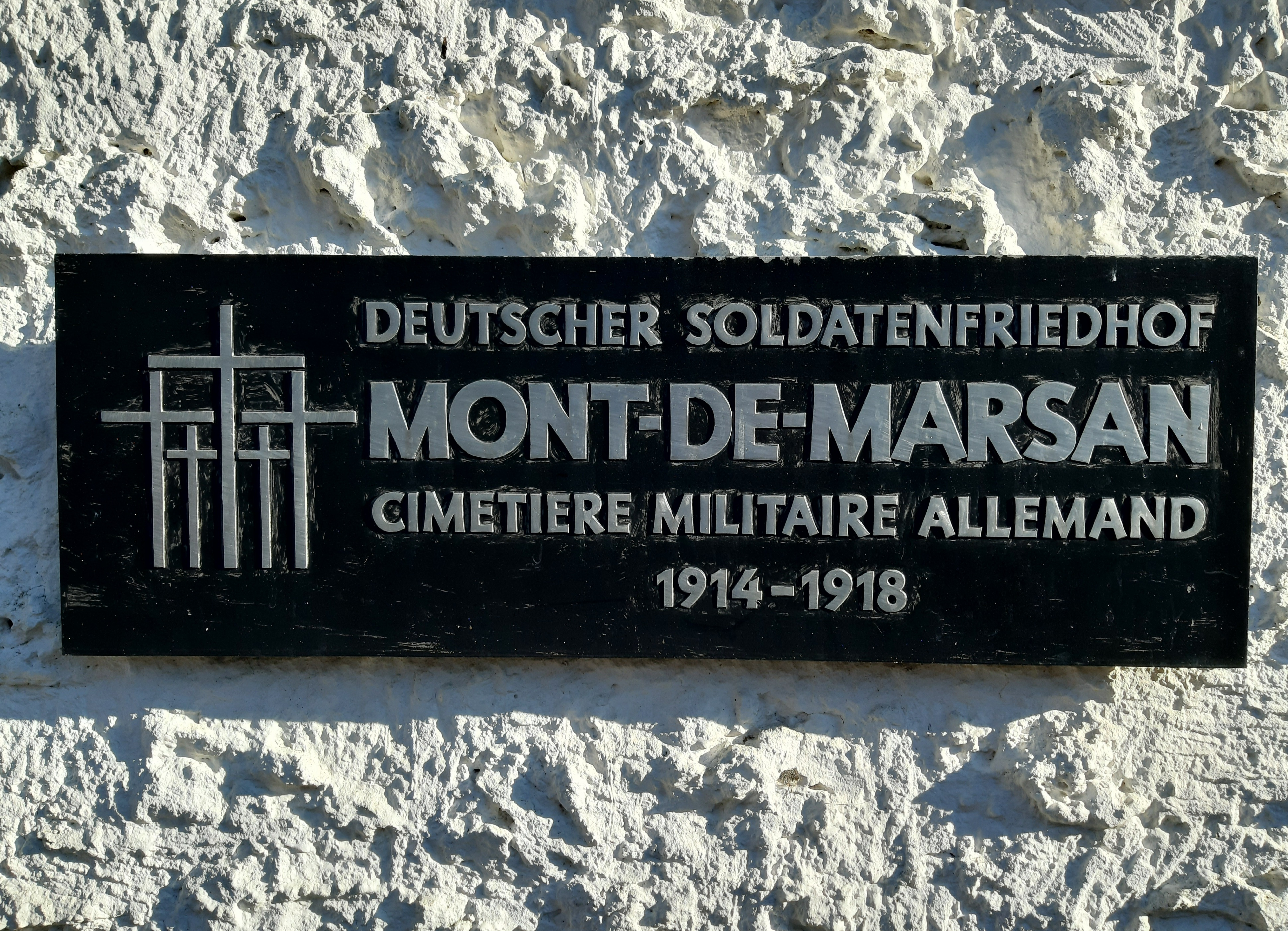
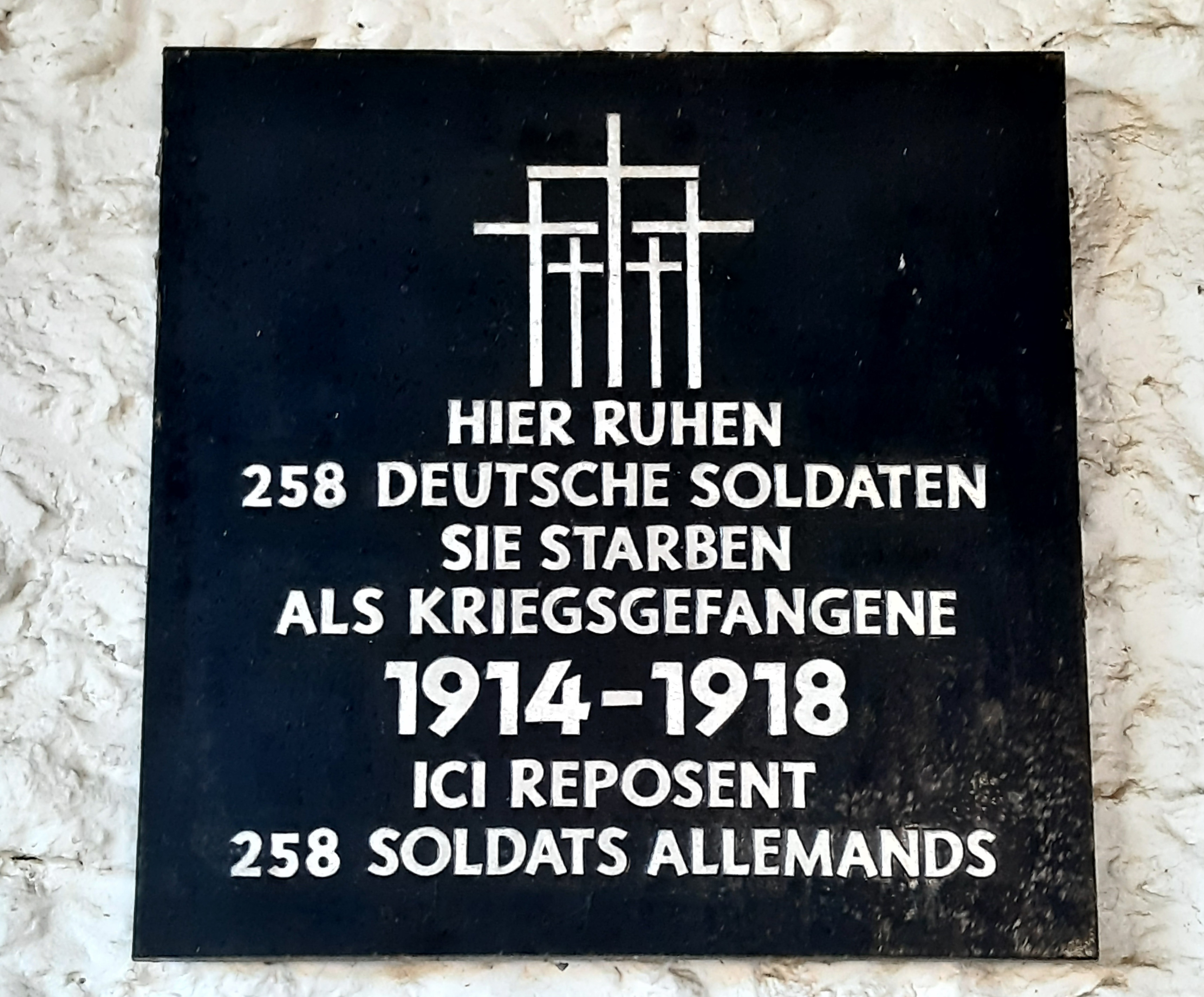

## Historique
Lorsque la France entre en guerre le 1er août 1914, l'ordre de mobilisation générale est affiché sur la façade de l'hôtel de ville de l'époque. Mont-de-Marsan est alors une ville de garnison, comptant depuis 1901 un Cercle des officiers et depuis 1913, un foyer du soldat. Les trois régiments d'infanterie locaux (34e régiment d'infanterie, 234e régiment d'infanterie et 141e régiment d'infanterie territoriale, soit plus de 9000 hommes) quittent tour à tour la caserne Bosquet pour rejoindre le front au départ de la gare de Mont-de-Marsan. Pendant toute la durée du conflit, des Poilus reviennent régulièrement à Mont-de-Marsan, qu'ils soient permissionnaires ou blessés de guerre. Ces derniers sont soignés à l'hôpital Lesbazeilles ou, par manque de place, dans des établissements scolaires, telle l'école des arènes, reconvertie en hôpital auxiliaire de la Croix-Rouge.

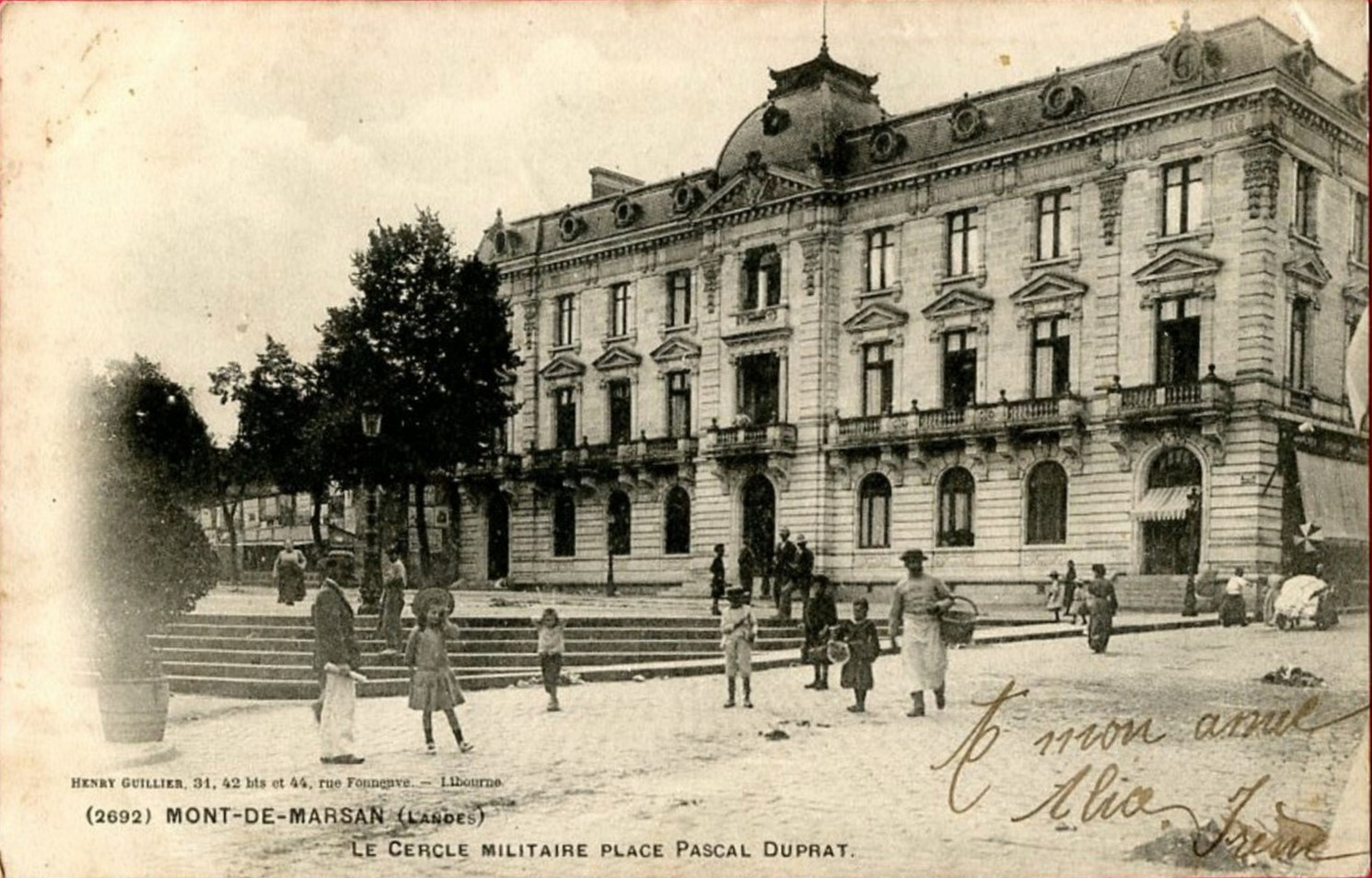
Cercle des officiers, 2 place Pascal-Duprat
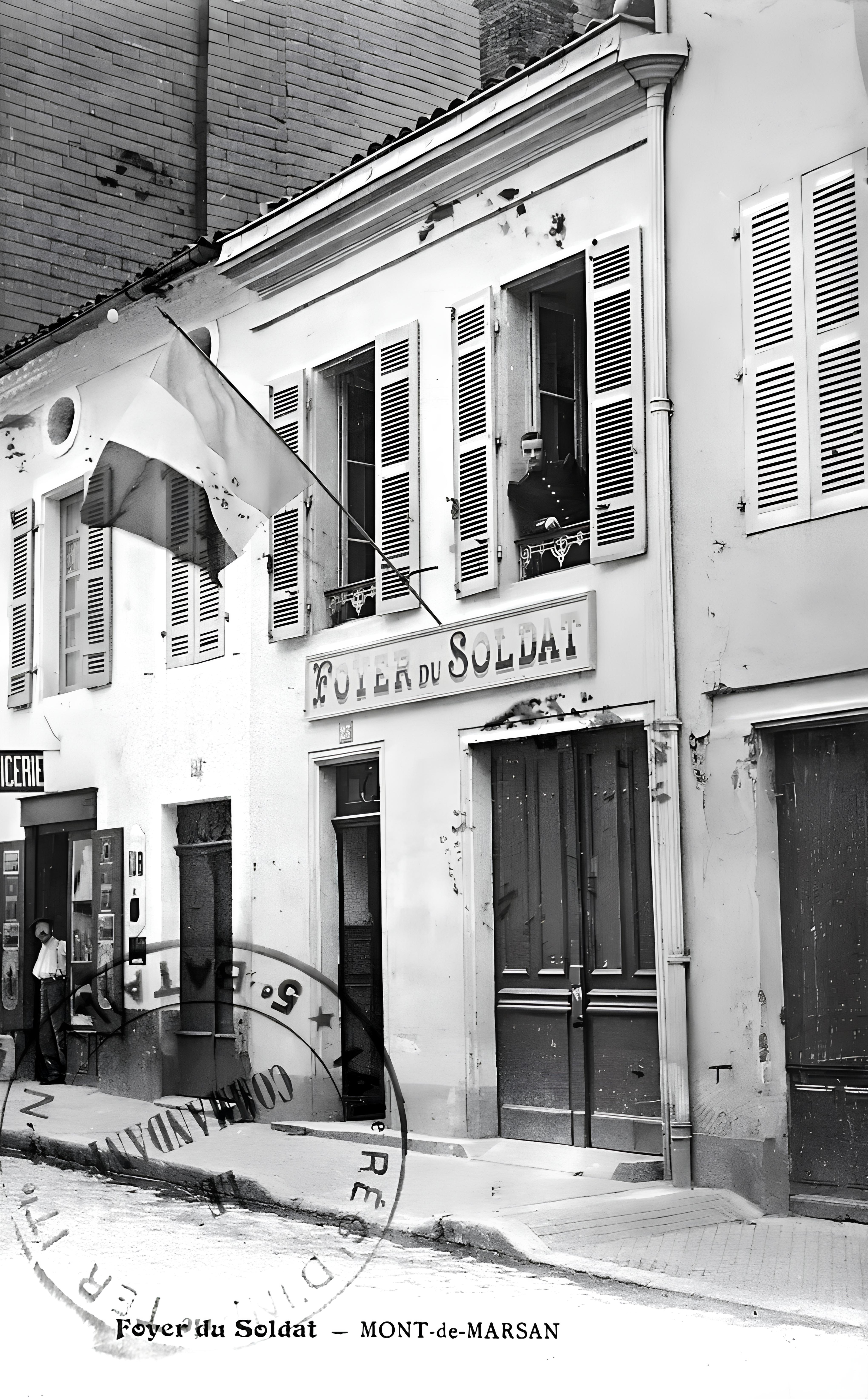
Foyer du soldat, 23 rue Frédéric-Bastiat. Inauguré par le maire, Ernest Daraignez le 12 octobre 1913 sous les auspices de la section Montoise de la lutte antialcoolique, il permettait aux militaires de se détendre les jours de permissions et d'écrire à leurs proches.
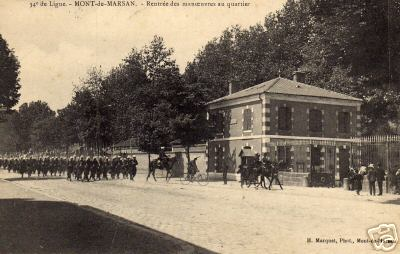
Retour de la troupe à la caserne Bosquet
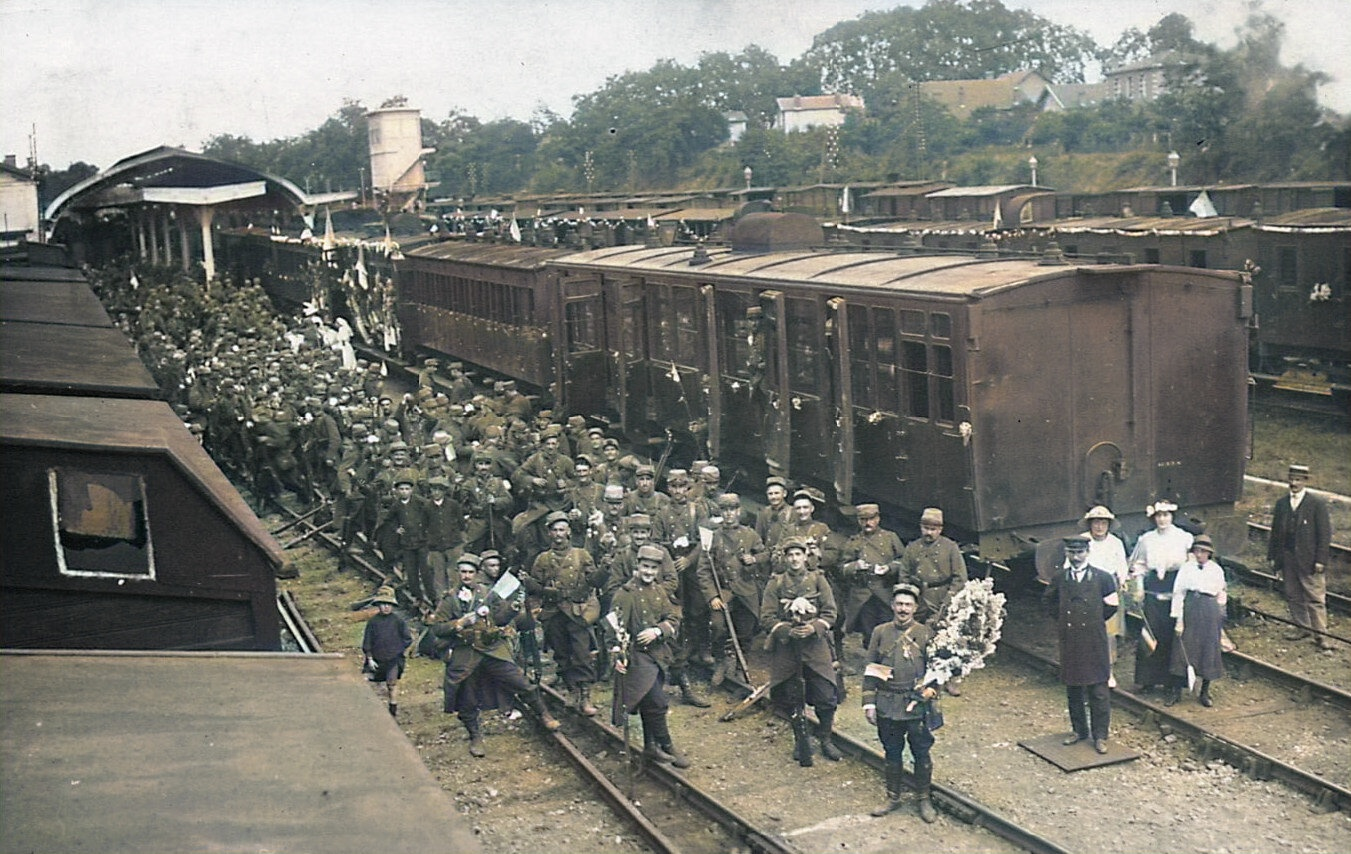
Soldats français en gare de Mont-de-Marsan pendant la première guerre mondiale

Dès septembre 1914, soit quelques semaines après le début de la Première Guerre mondiale, l'armée française a déjà fait des dizaines de milliers de soldats allemands prisonniers. Blessés pour la plupart, ils sont éloignés des lignes du front pour éviter qu'ils ne soient repris par leur camp et que les hommes valides soient renvoyés au combat. Ces prisonniers parcourent à pied puis en train le chemin qui les mène dans différentes garnisons du sud-ouest de la France. C'est ainsi qu'après plusieurs jours de trajet en wagons à bestiaux, 900 prisonniers de guerre allemands arrivent en gare de Mont-de-Marsan. Ils appartiennent à divers corps et à toutes les armes. Figurent dans leurs rangs des mousquetaires, des uhlans, des cuirassiers, des réservistes, des fusiliers, des grenadiers et des soldats de la garde impériale. Ils sont pour la plupart blessés, parfois lourdement.

### Sort des prisonniers valides
La municipalité, qui n'est pas du tout préparée à les accueillir, organise dans l'urgence leur répartition : concernant la captivité des prisonniers valides ou légèrement blessés, elle réquisitionne les arènes du Plumaçon, à proximité de la gare, et les transforme en prison à ciel ouvert. Les conditions de détention, sans être inhumaines, restent difficiles. Les soldats logent dans les gradins soumis aux aléas météorologiques et la nourriture insuffisante n'est pas compensée par l'envoi de colis par les familles. À cela s'ajoutent les souffrances morales causées par la guerre et l'ennui. Le 28 septembre 1914, on dénombre vingt officiers allemands parmi les prisonniers, dont le lieutenant Von Doming, fils du général qui a dirigé le bombardement de la bataille de Liège. Ayant refusé de donner leur parole d'honneur de ne pas s'évader, ils sont dirigés ce même jour en train vers Rochefort pour être ensuite transférés et incarcérés en lieu sûr, dans le dépôt de l'île de Saint-Martin-de-Ré. De nouveaux convois de prisonniers arrivent à Mont-de-Marsan. Le 9 octobre 1914, alors que la population carcérale allemande dépasse le millier de prisonniers, 170 d'entre eux sont extraits des arènes et envoyés par train jusqu'à la gare de Bordeaux-Saint-Jean. Le lendemain, ils embarquent au port de Bordeaux avec 324 autres prisonniers détenus dans d'autres villes du sud-ouest à bord du navire à vapeur Montréal à destination de Casablanca, alors ville du protectorat français du Maroc. A la fin du mois de décembre 1914, les arènes sont pratiquement vides. Une grande partie des prisonniers a été transférée vers la citadelle de Blaye et celle de Saint-Martin-de-Ré. Quelques semaines plus tard, certains de ces soldats bénéficient des accords entre belligérants pour l'échange de prisonniers et rejoignent des camps de transit en Suisse. Par la suite, les prisonniers qui arrivent à Mont-de-Marsan en bonne santé sont affectés par la préfecture des Landes à des travaux agricoles dans des exploitations des alentours pour pallier le manque de main-d'œuvre, les hommes en âge de travailler étant mobilisés sur le front de l'Est.

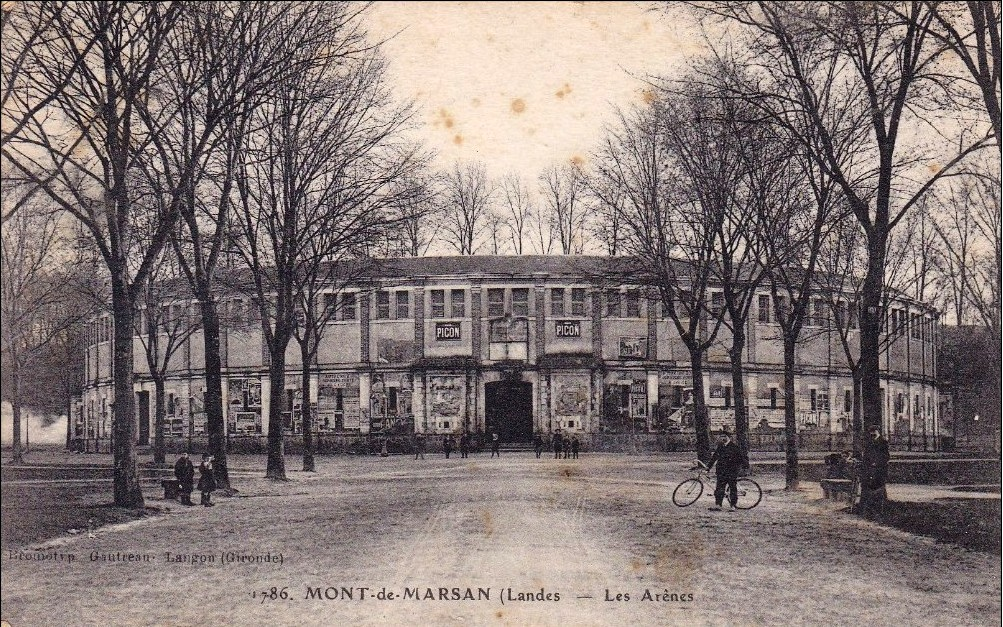
Les arènes du Plumaçon au début du XXe siècle
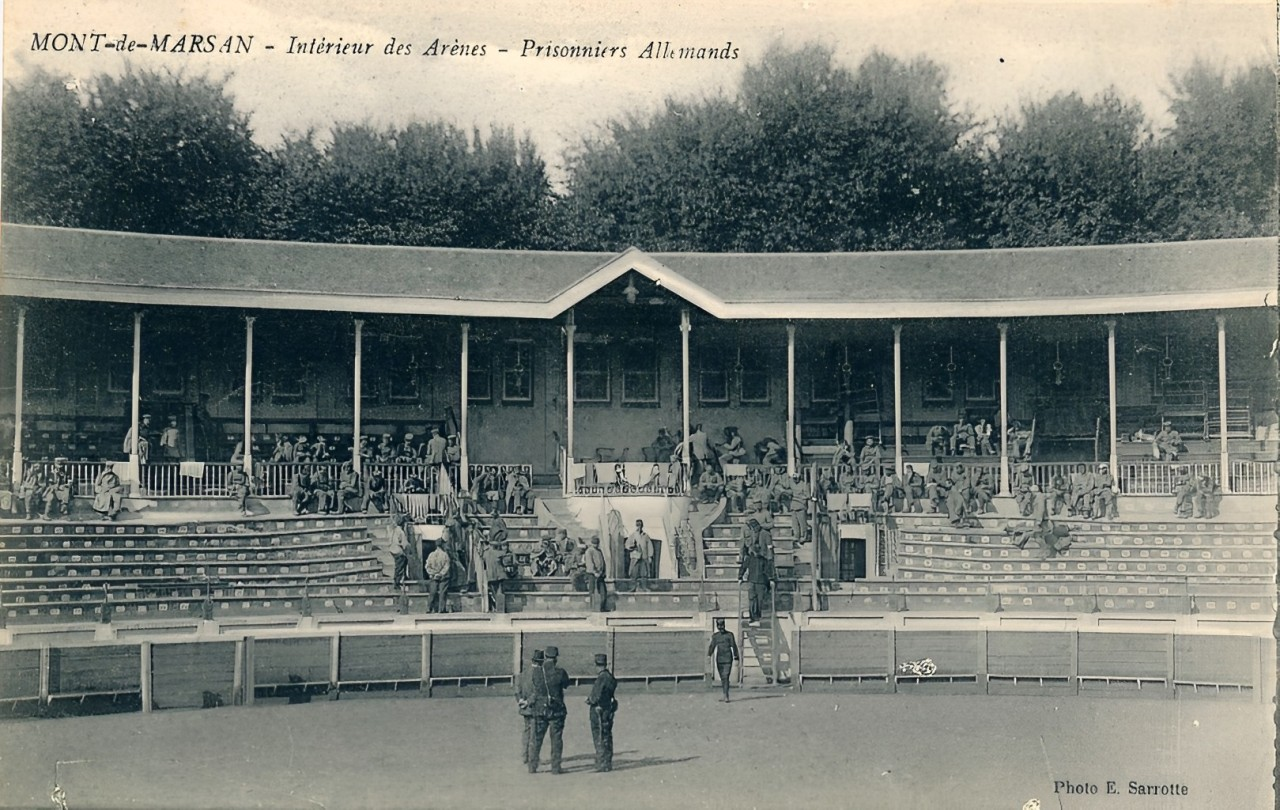
Prisonniers de guerre allemands dans les arènes du Plumaçon
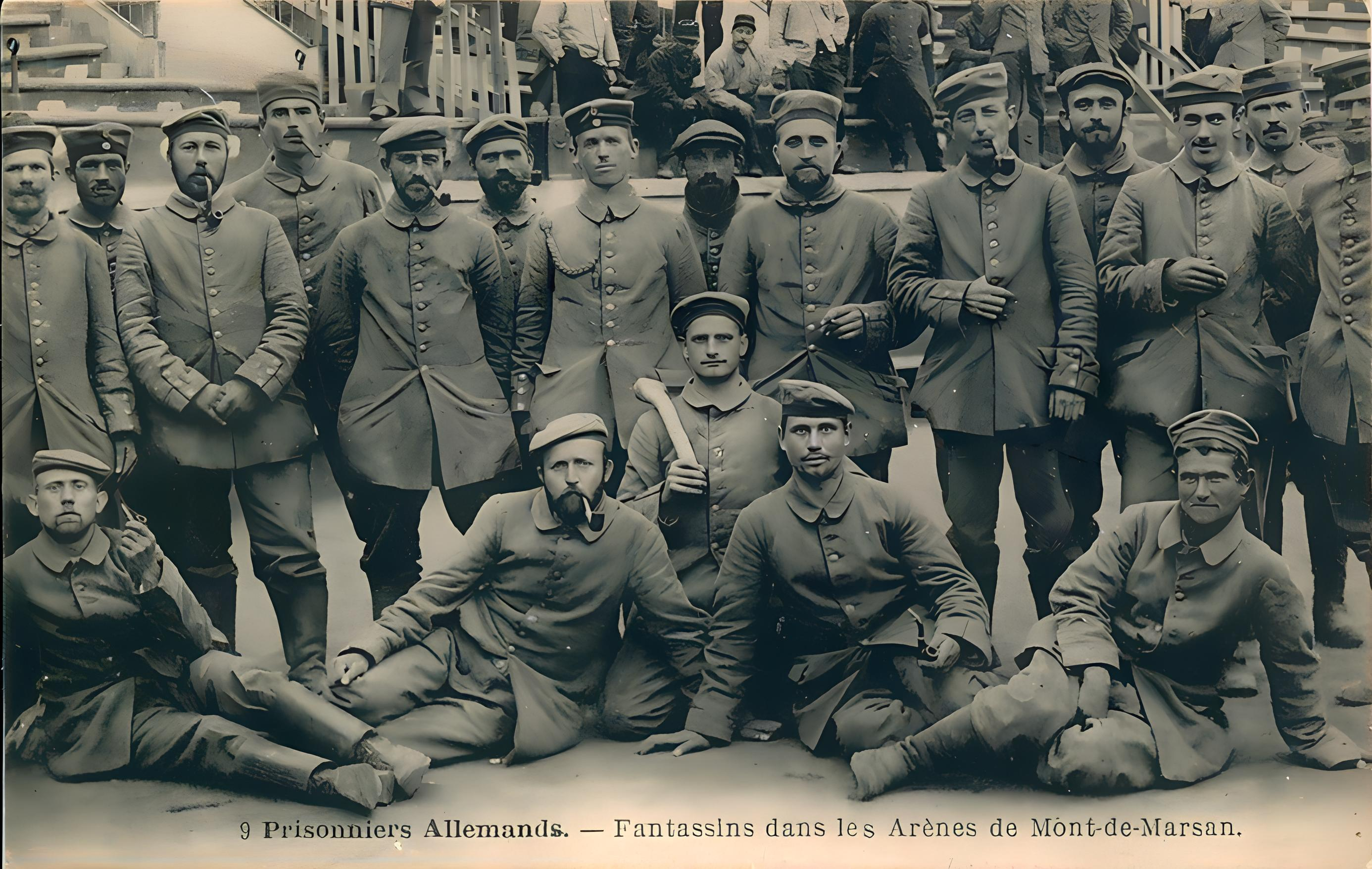
Photo de groupe de fantassins allemands détenus dans les arènes de Mont-de-Marsan en 1914
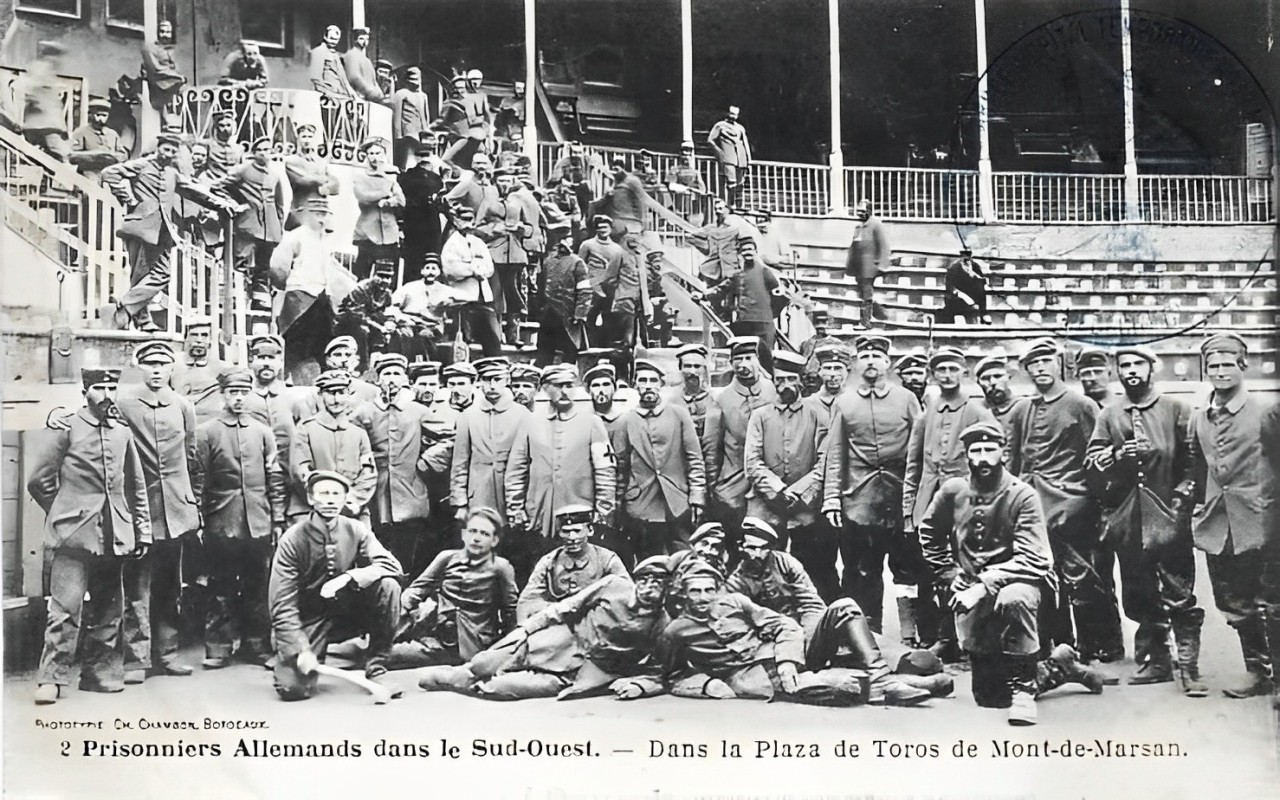
« Dans la plaza de toros de Mont-de-Marsan »
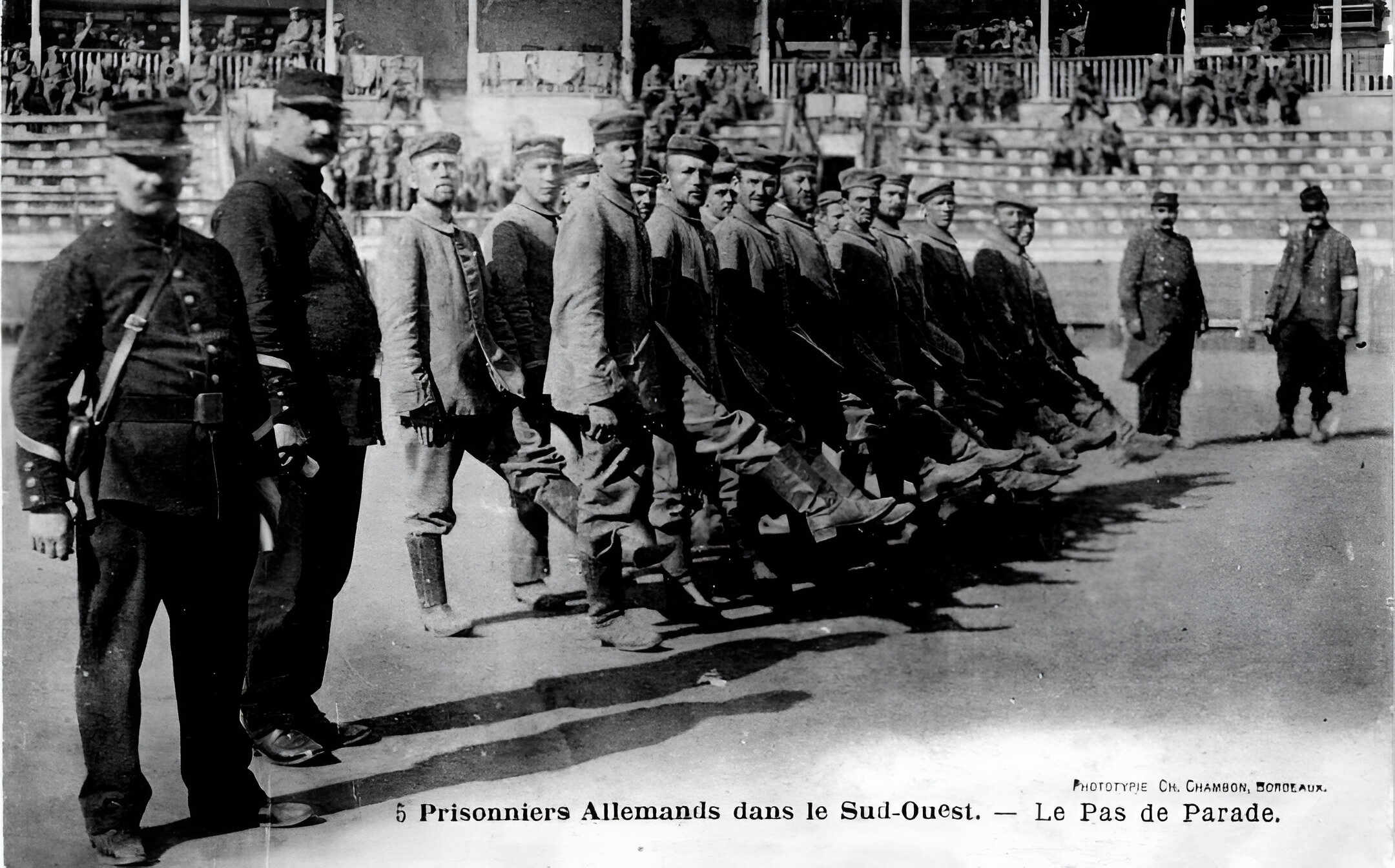
Le pas de parade
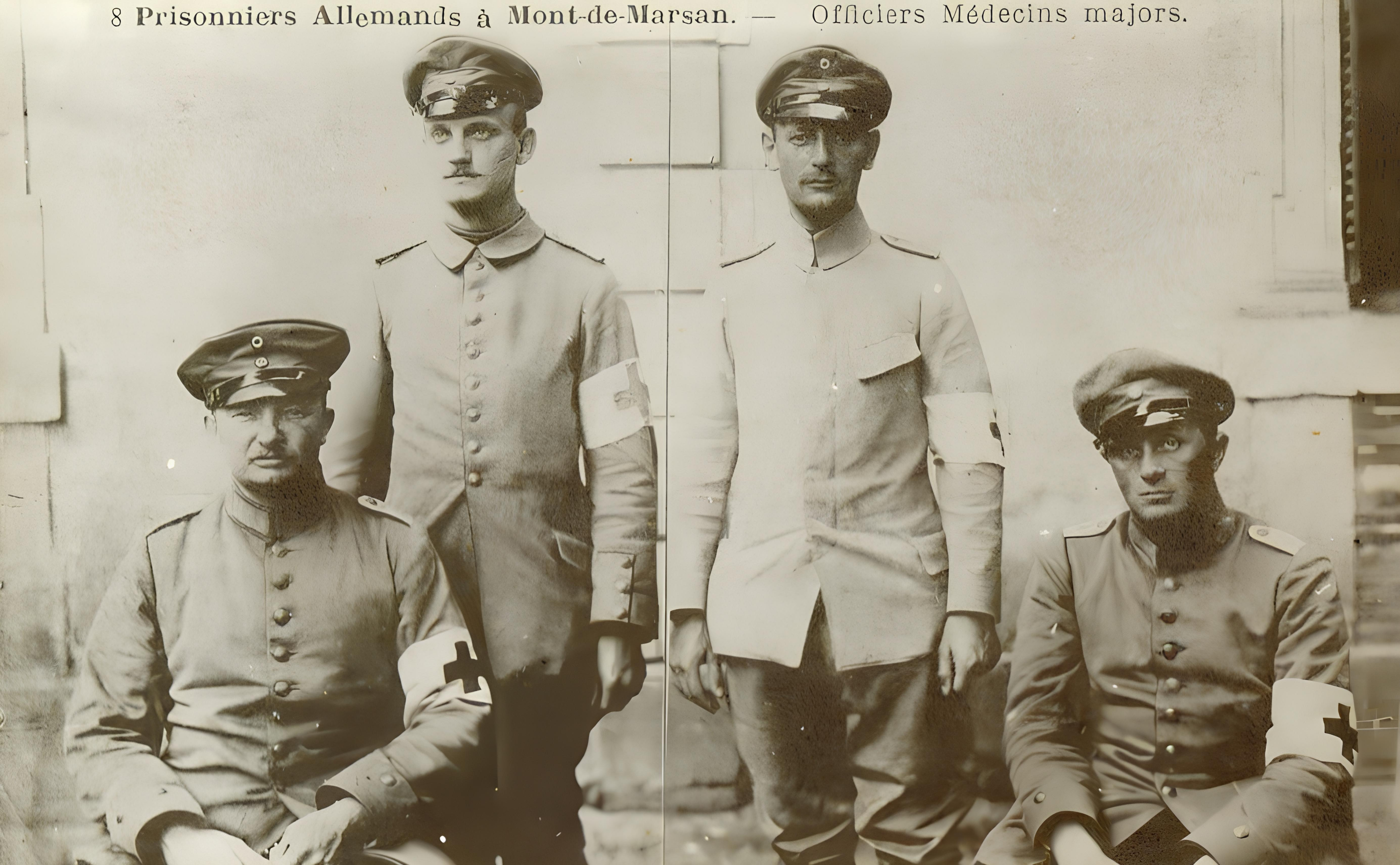
Officiers allemands retenus prisonniers au lycée Victor-Duruy

### Sort des prisonniers blessés
Concernant les prisonniers plus gravement blessés au combat, la municipalité les envoie dès l'arrivée du premier convoi au lycée Victor-Duruy, transformé pour l'occasion en hôpital de fortune. Les lycéens délogés doivent quant à eux suivre les cours dans d'autres lieux mis à leur disposition, notamment l'hôtel Planté, où le maître des lieux, le pianiste Francis Planté, donne également des concerts au profit des soldats français ou de la Croix-Rouge française. Les capacités d'accueil du lycée se révèlent vite insuffisantes : tous les lits sont occupés et l'unique chirurgien, assisté d'une seule infirmière, ne peut pas s'occuper d'un si grand nombre de blessés. L'école normale de Mont-de-Marsan est à son tour réquisitionnée et devient une annexe de l'hôpital, réservée aux officiers allemands. Un appel au volontariat est lancé pour susciter dans la population des vocations d'aides-soignants afin de renforcer les équipes du personnel dans ces nouvelles structures.

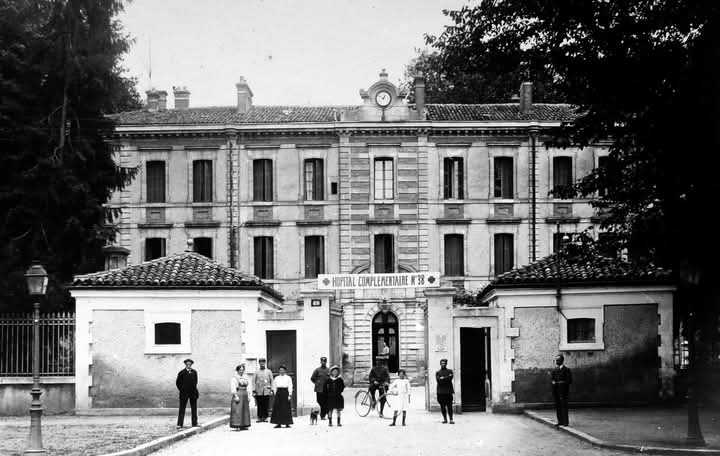
Le lycée reconverti en hôpital militaire pendant la Première Guerre mondiale.
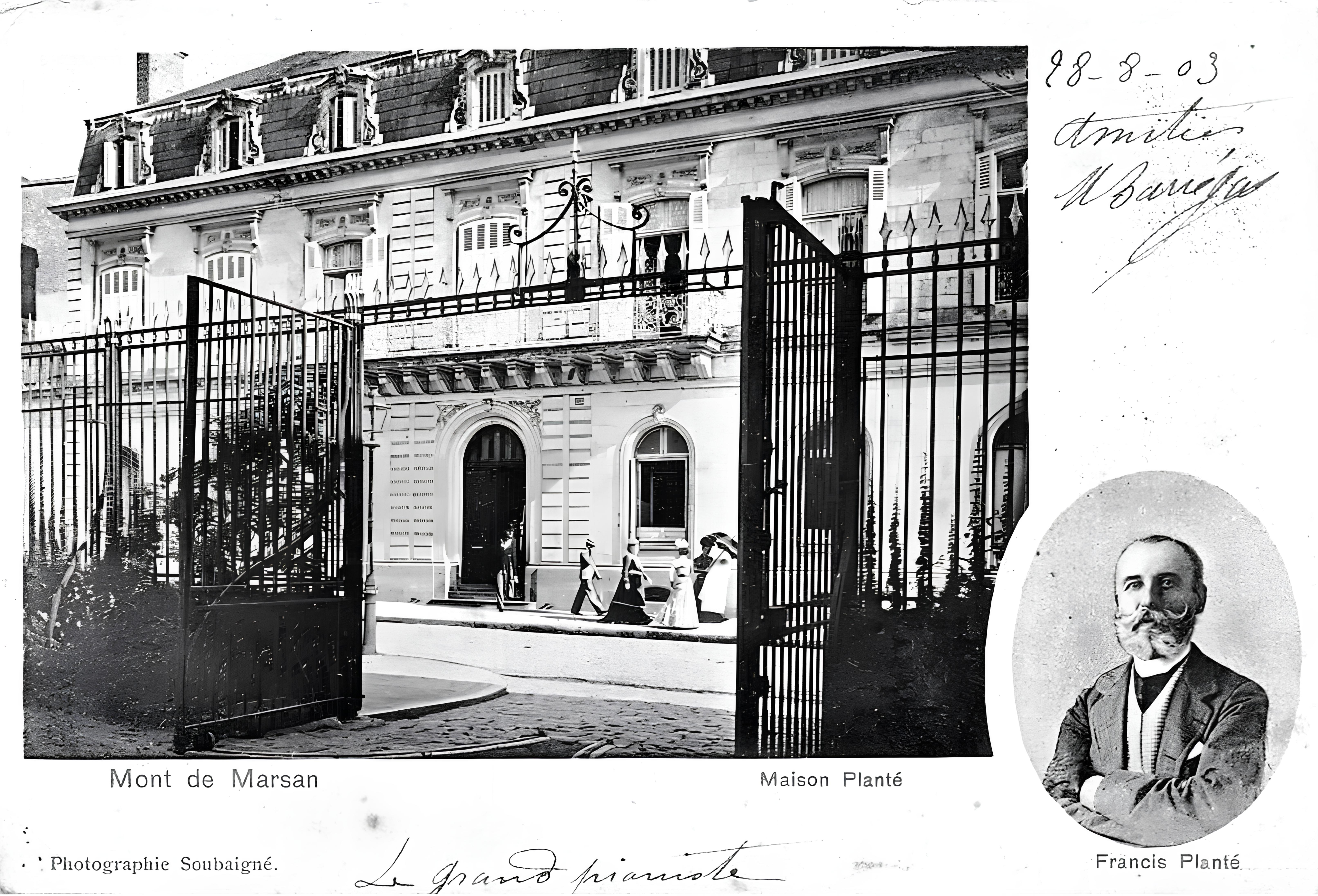
Hôtel Francis Planté.
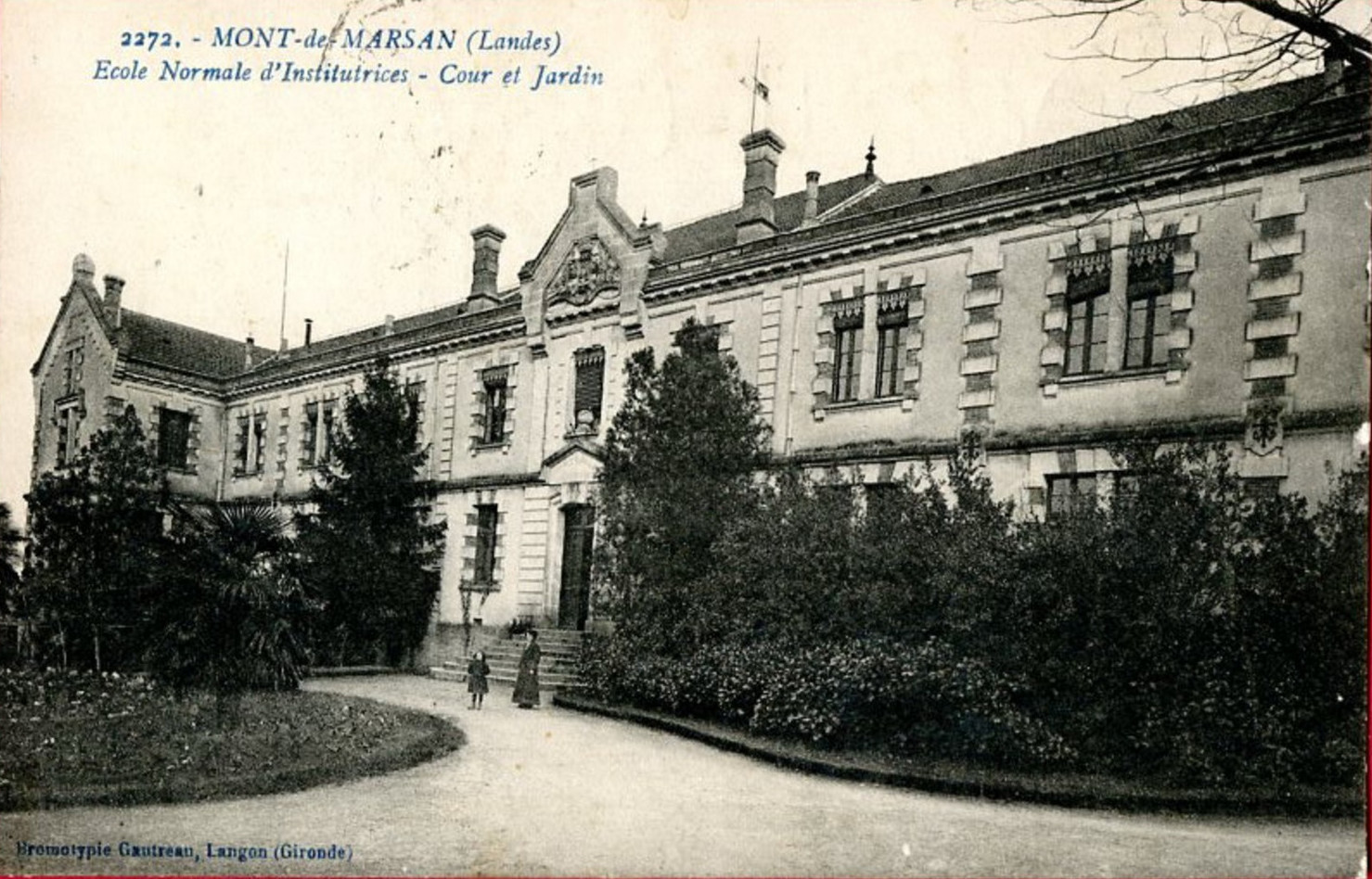
École normale d'institutrices.

Un deuxième convoi d'une centaine de prisonniers arrive quelques jours après à Mont-de-Marsan. Une fois de plus se pose le problème de l'insuffisance des capacités d'accueil. Cette fois-ci, c'est l'ancien couvent des Capucins qui est utilisé comme hôpital annexe. Mais ce nouveau convoi présente l'avantage de comporter des officiers médecins et des sous-officiers infirmiers, qui se consacrent aux opérations. Malgré les soins prodigués, les décès s'enchaînent dès les premiers jours : une semaine après l'arrivée du premier convoi, on dénombre 22 morts, puis 23 autres les quinze jours suivants. Le 15 octobre 1914, 60 militaires allemands sont déjà décédés des suites de leurs blessures de guerre.
Il faut enterrer ces morts mais la population refuse que ces ennemis de la France soient inhumés dans le cimetière du Centre de Mont-de-Marsan, parmi leurs proches et les personnalités locales. C'est ainsi que les autorités militaires et municipales prennent la décision de créer dès septembre 1914 un carré militaire dédié, dans un lieu discret, à l'écart au nord du centre-ville, proche de l'hippodrome. Les tombes sont creusées par les prisonniers valides eux-mêmes sous la surveillance du service d'ordre de la ville pour y enterrer leurs compagnons d'armes décédés.

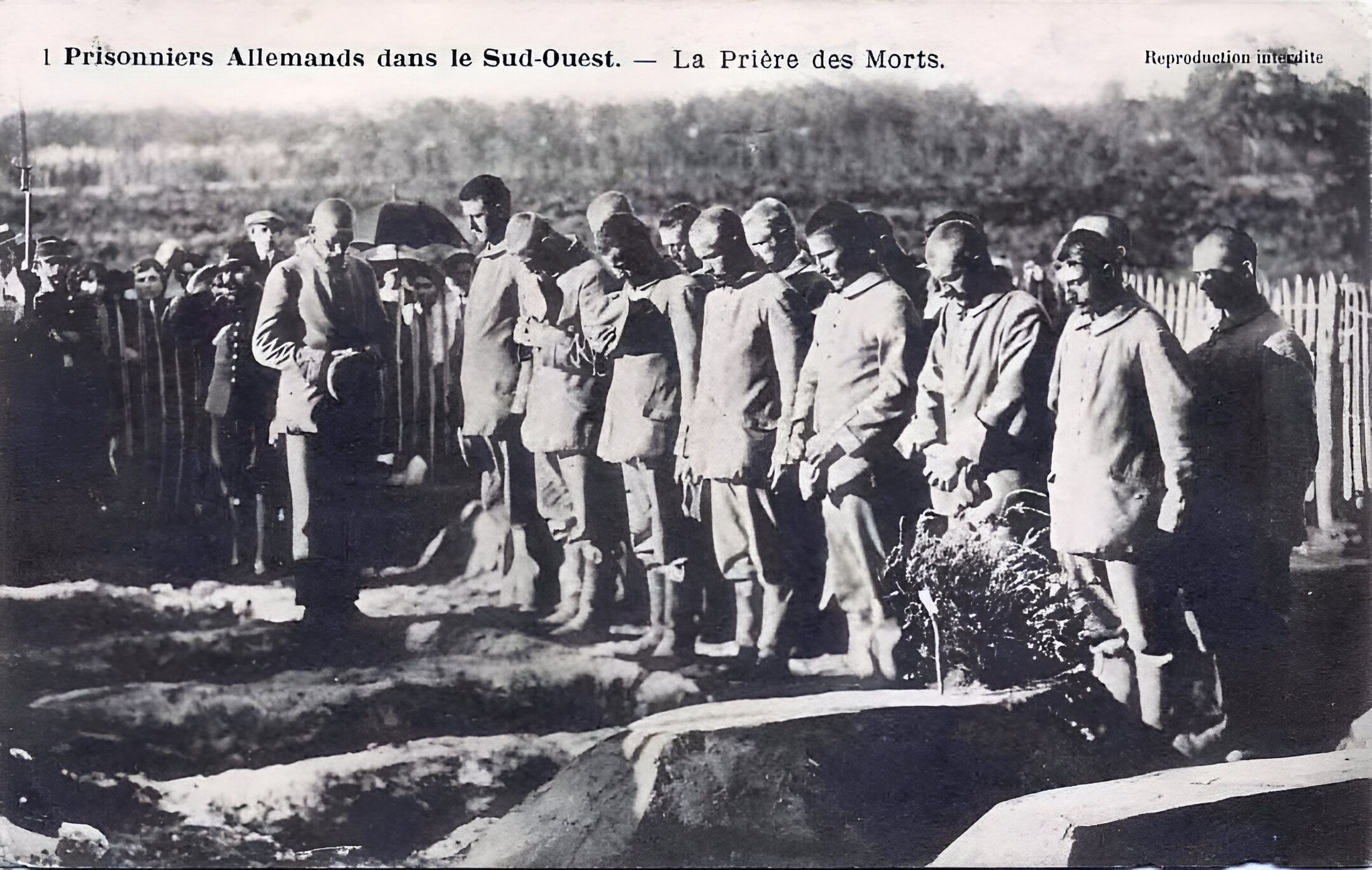
La prière des morts : prisonniers allemands se recueillant sur la tombe fraîchement creusée de leurs compagnons d'armes au cimetière militaire allemand de Mont-de-Marsan

Au début de l'année 1915, la plupart des prisonniers valides ont quitté Mont-de-Marsan et une soixantaine de soldats blessés restent hospitalisés au lycée Duruy. Les 15 et 16 février, la majeure partie des soldats restants est transférée sur l'île d'Oléron, il ne reste plus que cinq détenus au lycée. Leurs conditions de détention sont largement assouplies et ils travaillent comme aides-soignants pour s'occuper d'une centaine de soldats français blessés qui viennent d'arriver du front. A la fin du conflit, le cimetière militaire allemand totalise 78 tombes.
Côté français, le monument aux morts de Mont-de-Marsan est inauguré le 11 novembre 1922, jour anniversaire de l'armistice.

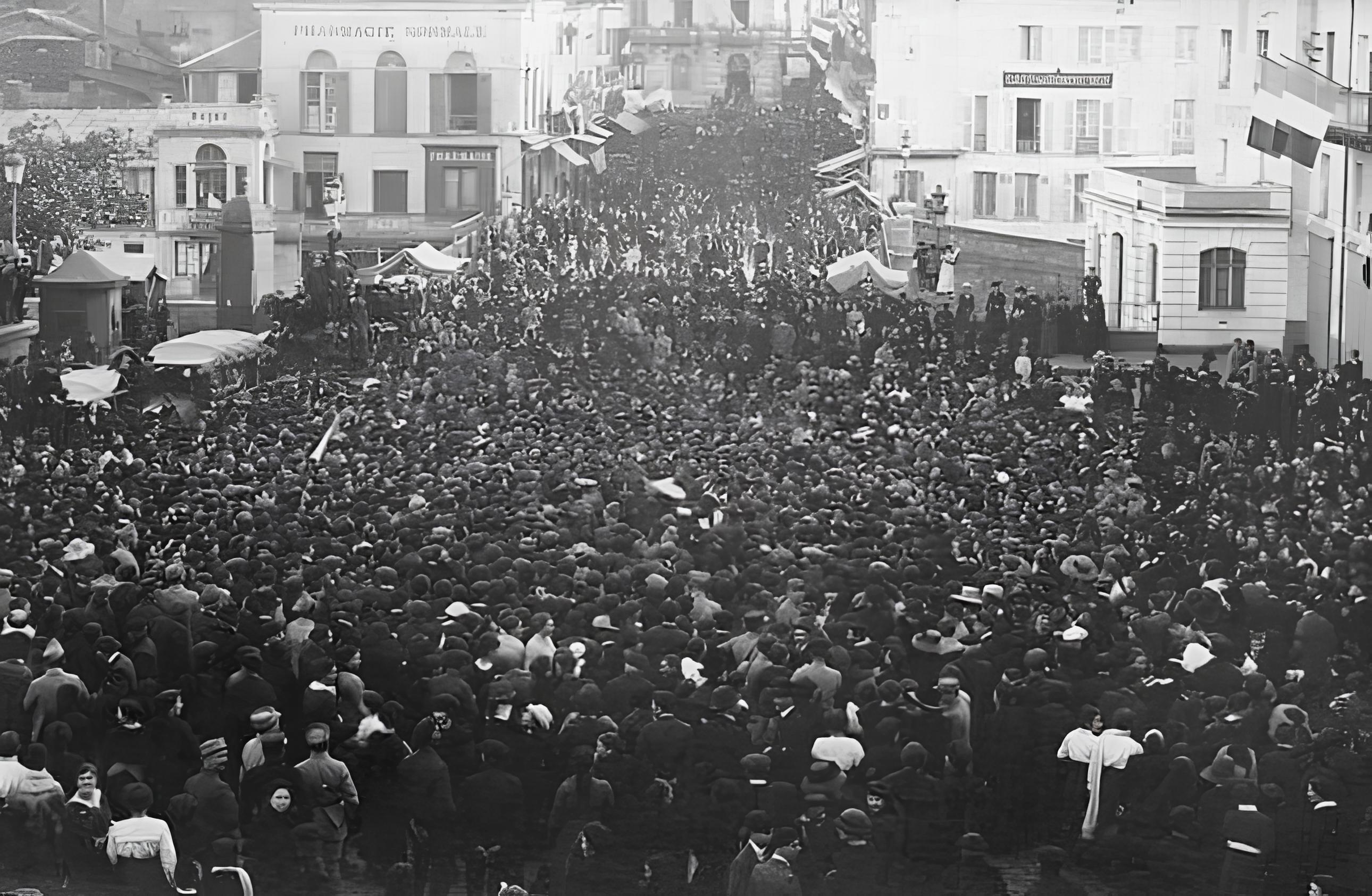
La place de l'hôtel de ville (actuelle place Charles-de-Gaulle) investie par la foule le jour de l'armistice du 11 novembre 1918.
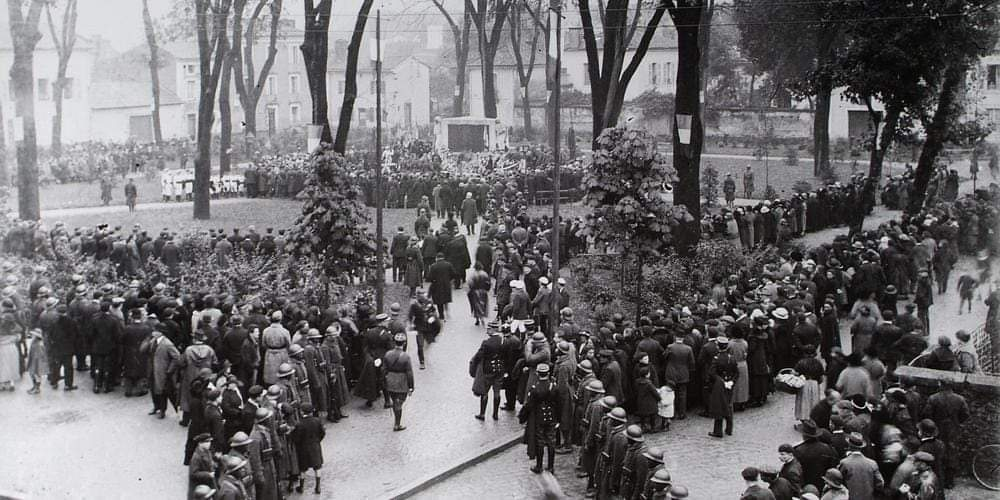
Inauguration du monument aux morts le 11 novembre 1922.

### Après la Première Guerre mondiale
Au cours de la Seconde Guerre mondiale, la ville est occupée à partir du 27 juin 1940. Les forces d'occupation allemandes érigent le mur d'enceinte autour du cimetière et le bâtiment d'entrée. Sont enterrés sur site les aviateurs de la Luftwaffe morts au combat ainsi que les six victimes allemandes (3 militaires, 2 civils et 1 inconnu) du bombardement de la base aérienne du 27 mars 1944.  La libération de Mont-de-Marsan se produit le 21 août 1944, avec la bataille du pont de Bats.
En 1951, le cimetière compte ainsi 351 tombes. À l'automne 1962, les morts du conflit de 1939-45 sont exhumés par le Volksbund Deutsche Kriegsgräberfürsorge et transférés dans le cimetière militaire allemand de Berneuil. En 1978, le Volksbund Deutsche Kriegsgräberfürsorge transfère à Mont-de-Marsan 179 dépouilles de soldats allemands en provenance de Toulouse et une en provenance de Saint-Macaire-en-Mauges. Le cimetière atteint à ce moment sa taille actuelle.
En 1981, 257 croix chrétiennes en granit et une stèle israélite sont implantées. Le bâtiment d'entrée est restauré et le site aménagé en 1982.

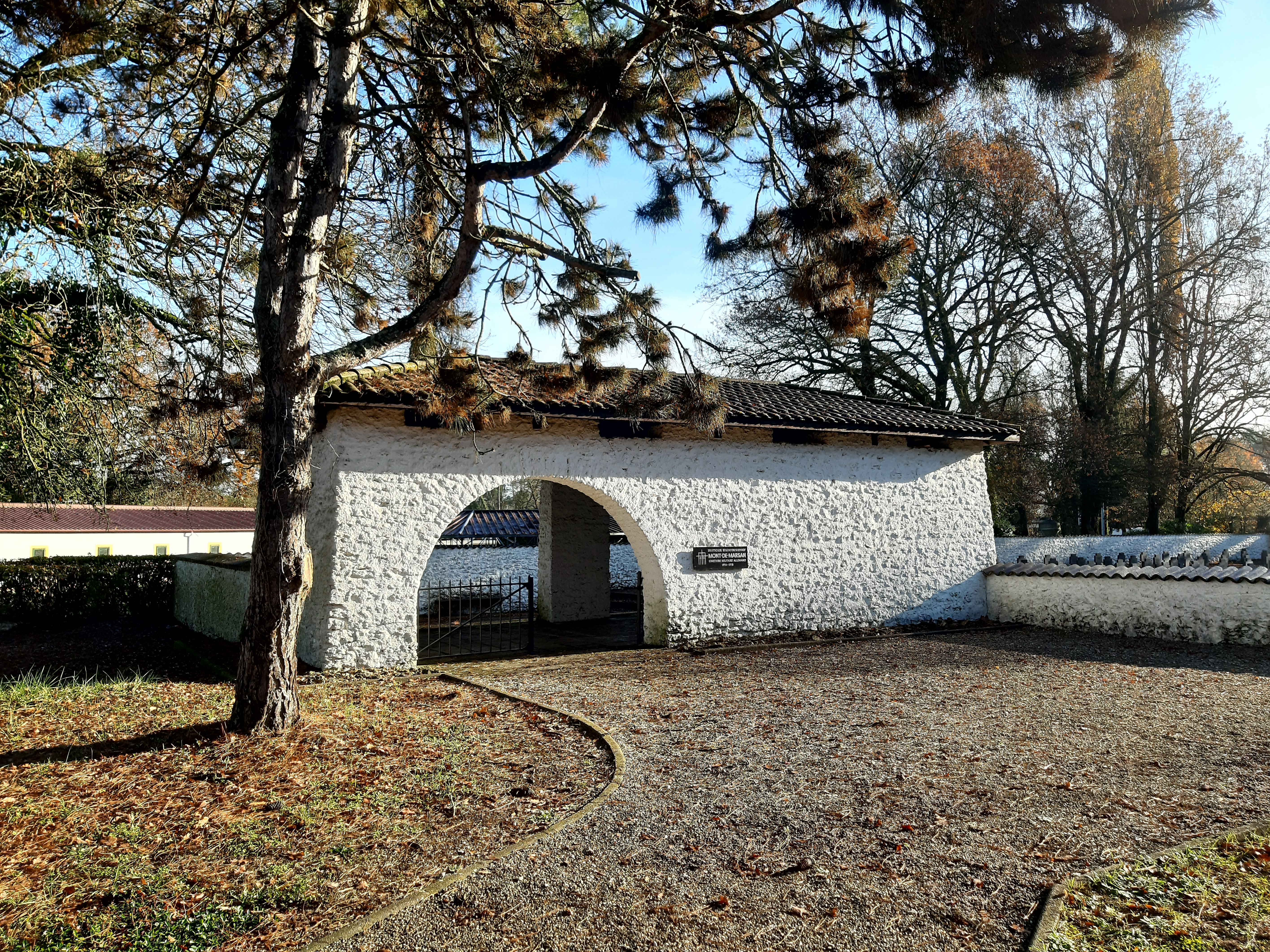
Bâtiment d'entrée du cimetière militaire allemand de Mont-de-Marsan
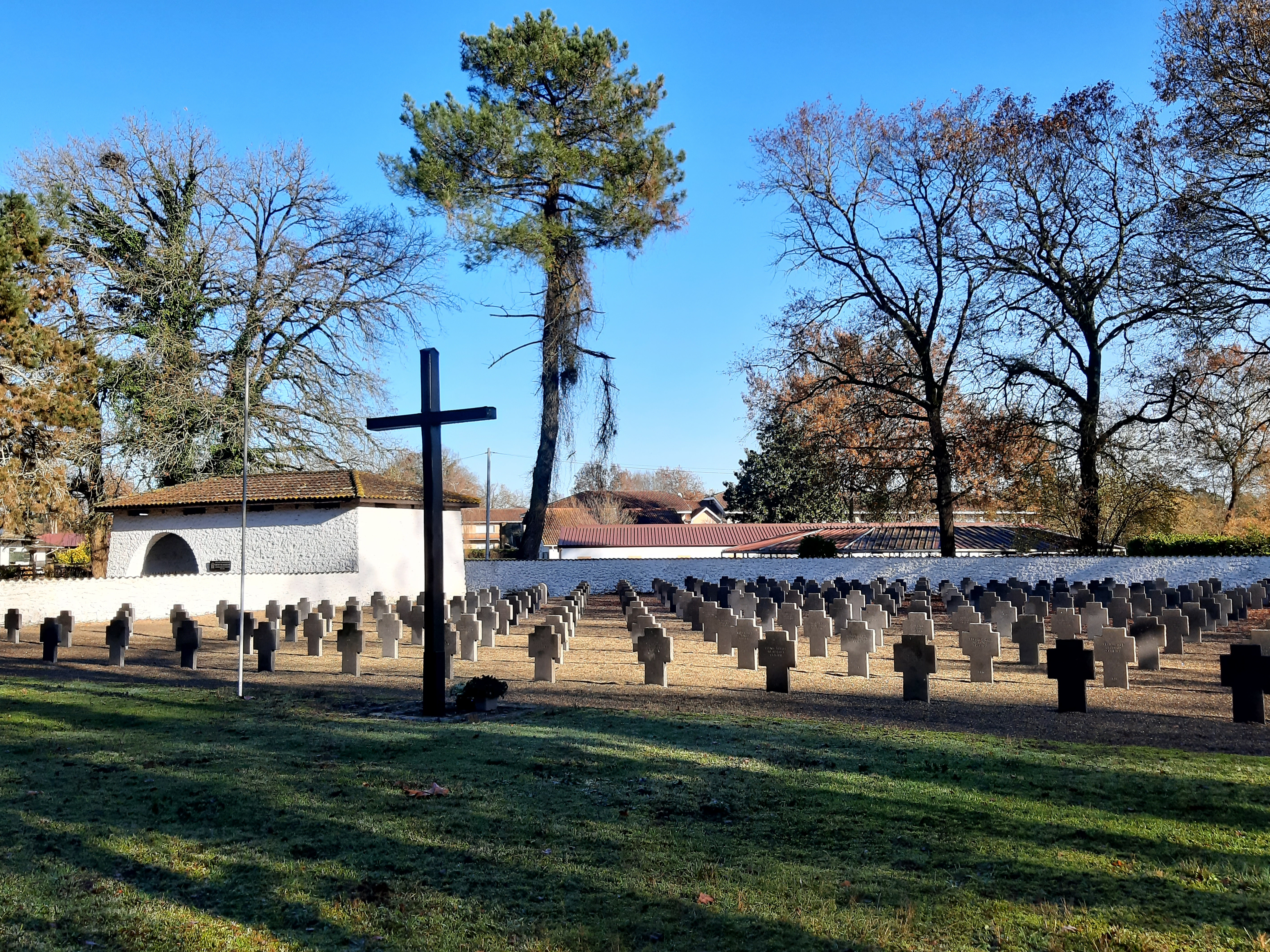
Vue d'ensemble du cimetière à l'intérieur de l'enclos
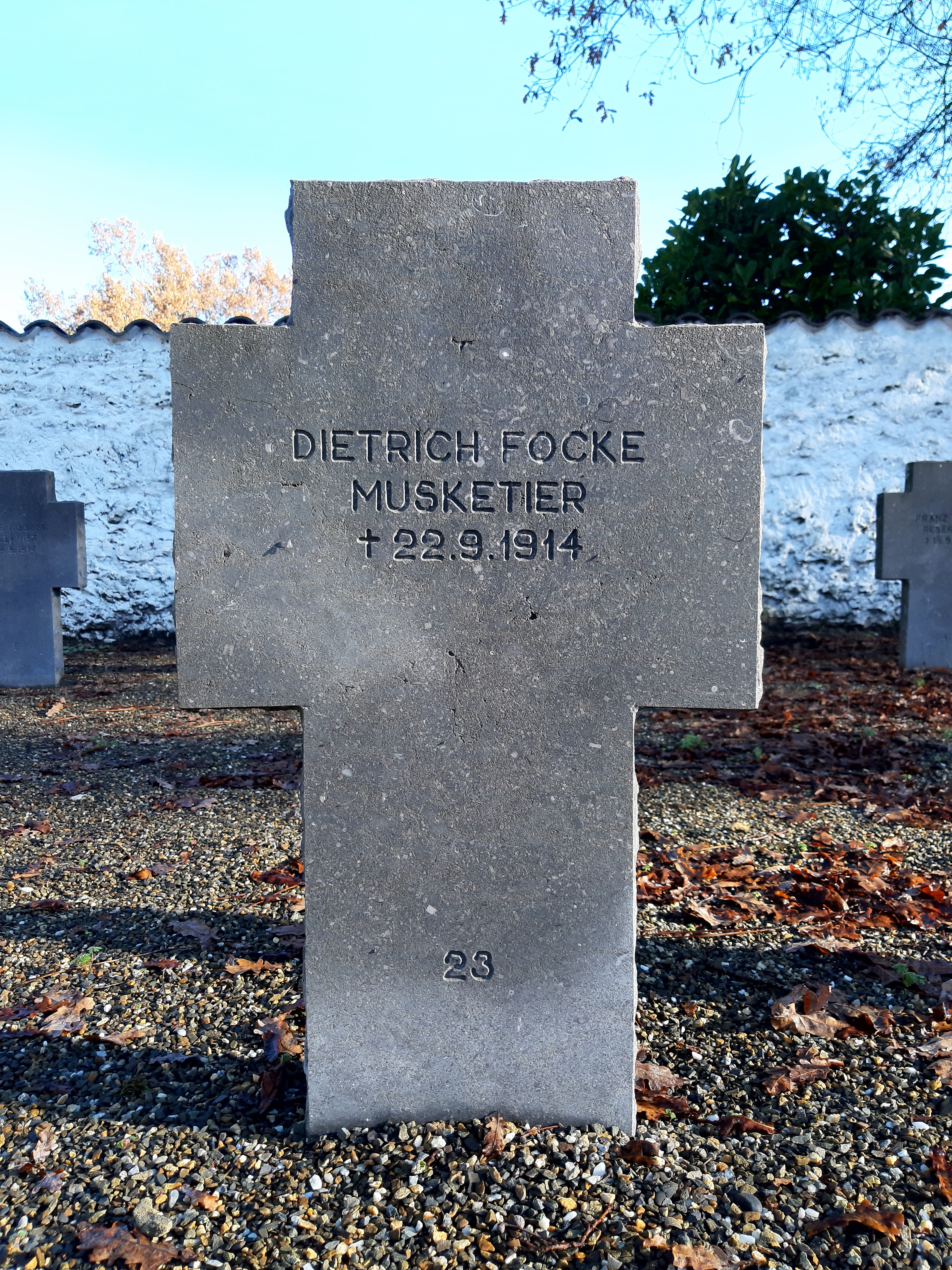
Stèle d'un mousquetaire
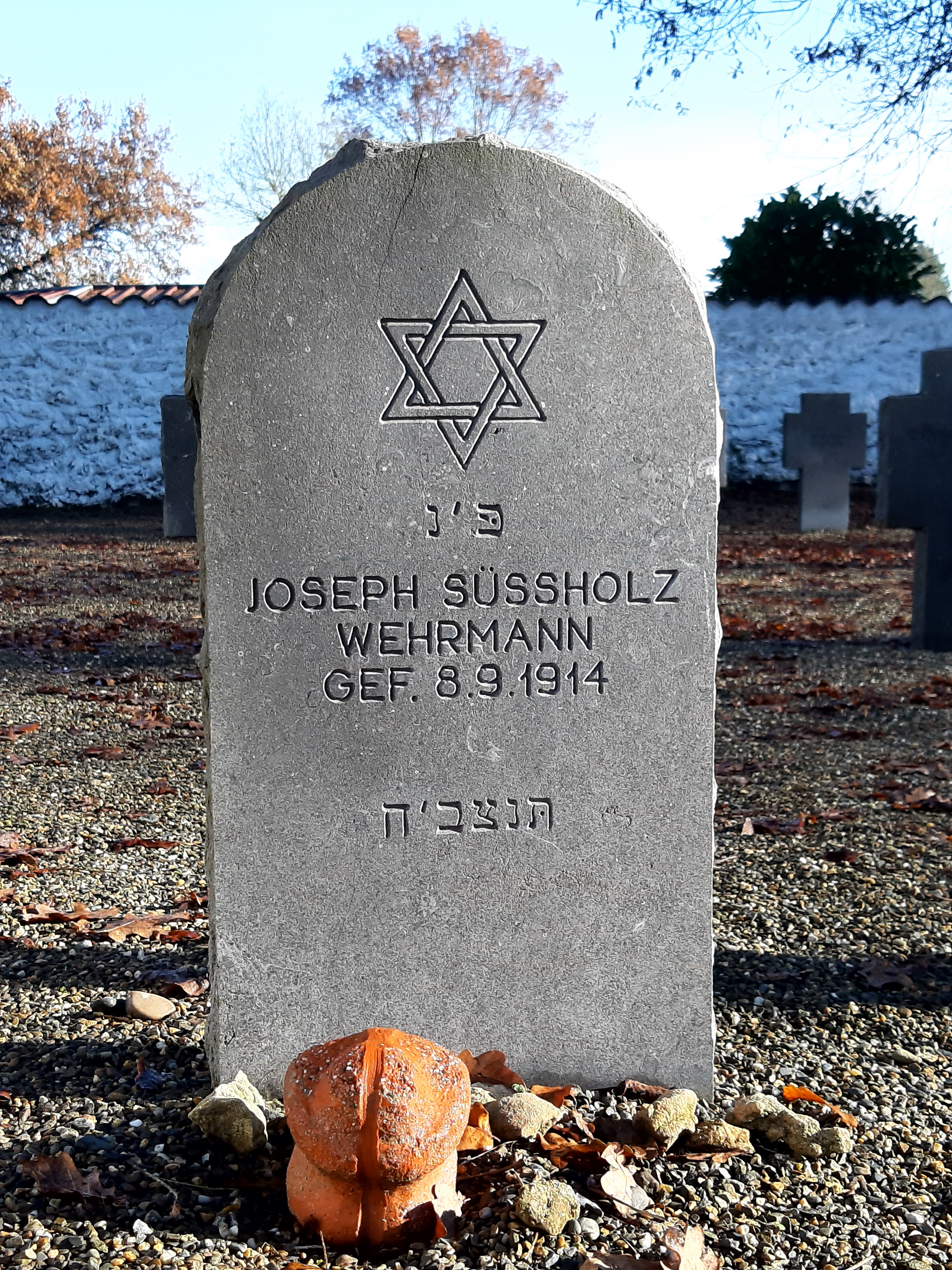
Stèle d'un soldat de confession israélite

## Personnes inhumées
La liste des 258 militaires inhumés dans le cimetière est la suivante :